# خانه مؤید علایی
خانه موید علایی مربوط به دوره قاجار است و در یزد، خیابان امام خمینی، کوچه دبیرستان امیر کبیر واقع شده و این اثر در تاریخ ۱۵ آذر ۱۳۷۸ با شمارهٔ ثبت ۲۵۲۷ به‌عنوان یکی از آثار ملی ایران به ثبت رسیده است.